# استان کوانزای جنوبی
استان کوانزای جنوبی (به لاتین: Cuanza Sul Province) یکی از استان‌های کشور آنگولا است.

## خصوصیات
استان کوانزای جنوبی ۵۵٬۶۰۰ کیلومترمربع مساحت و ۱٬۷۹۳٬۷۸۷ نفر جمعیت دارد.